# Álvaro Mones
Álvaro Jaime Mones Sibillotte (nacido el 7 de agosto de 1942 en Montevideo) es un biólogo y paleontólogo uruguayo. Licenciado en Ciencias Biológicas por la Facultad de Humanidades y Ciencias de la Udelar, se especializó en vertebrados fósiles de Sudamérica. Fue subdirector (1986 - 1998) y luego director (1998 - 2004) del Museo Nacional de Historia Natural del Uruguay, hasta su jubilación. 
Ha publicado más de 300 artículos de investigación y divulgación. 
Entre 1975 y 1985 ejerció como Director del Departamento de Paleontología y Profesor de Paleontología Vertebrados de la Facultad de Humanidades y Ciencias de la Universidad de la República (Uruguay), y en 1981 como Director de la División de Protección de la Fauna del Ministerio de Agricultura y Pesca del Uruguay.
El fósil Josephoartigasia monesi fue nombrado en su honor, por su estudio del roedor en 1966.

## Abreviatura (zoología)
La abreviatura Mones  se emplea para indicar a Álvaro Mones como autoridad en la descripción y taxonomía en zoología.